# Part of Me
«Part of Me» — песня американской певицы Кэти Перри, выпущенная с переиздания её второго студийного альбома Teenage Dream: The Complete Confection в качестве первого сингла.
Песня была написана Перри и Бонни МакКи, в то время как её производством занимались Лукаш Готвальд, Макс Мартин и Cirkut.
Трек не был включён в оригинальное издание Teenage Dream, поскольку Перри считала, что он не соответствует композиции альбома.
В конце 2010 года в сеть попала демоверсия песни; музыкальные критики, сравнившие её с предыдущим синглом «California Gurls», решили, что текст песни адресован бывшему парню Перри — Трэвису Маккою.
«Part of Me» была переделана и официально выпущена 13 февраля 2012 года лейблом Capitol Records.
Обложка к синглу была сделана фотографом Мэри Эллен Мэтьюс.
С музыкальной точки зрения «Part of Me» состоит из таких жанров как данс-поп, поп-рок и сравнима с композицией певицы Джесси Джей «Domino» и предыдущими синглами Перри «Firework» и «California Gurls».
Композиция наполнена элементами музыки в стиле хаус, несмотря на то, что текст песни указывает на эмоциональную поддержку после драматичного разрыва отношений.
В целом песня получила положительные оценки современных критиков, которые похвалили её, хотя некоторые раскритиковали голос Перри.
Критики и СМИ строили теории по поводу того, что текст песни адресован разводу Перри с её мужем Расселом Брендом.
Певец позже опроверг такие утверждения, ссылаясь на то, что песня была написана в 2010 году.
С коммерческой точки зрения сингл «Part of Me» был очень успешен, дебютировав в первой строчке чарта Billboard Hot 100, став при этом седьмым синглом певицы, который достиг первого места в чарте.
Также песня дебютировала на первой строчке чартов Великобритании и Канады.
Песня стала девятым синглом Перри, который достиг первой строчки в чарте Billboard Hot Dance Club Songs.
Сингл был награждён платиновым сертификатом в США, Австралии и Новой Зеландии.
Песня использовалась в некоторых маркетинговых кампаниях, таких как Adidas и The Sims 3: Шоу-Бизнес, а также была перепета Линдси Павао во втором сезоне американского реалити-шоу The Voice.
Музыкальное видео на песню снималось на военной базе морской пехоты США Кэмп-Пендлтон, Ошенсайд (Калифорния).
Видео демонстрирует как Перри добровольно поступает на службу в морскую пехоту, после разрыва отношений с парнем.
Несмотря на то что видео получило положительные отзывы критиков, которые особенно хвалили заявление о «женской силе» Перри, оно также подверглось критике со стороны феминистического автора Наоми Вульф, которая считает, что такое видео является пропагандой вооруженных сил.
Для продвижения песни, Перри выступила с ней на 54-й церемонии вручения «Грэмми», 2012 Kids’ Choice Awards, телешоу American Idol и др.

## История создания
Песня была написана для альбома Teenage Dream Перри, Dr. Luke, Бонни Макки и Максом Мартином, наряду с такими композициями как «Teenage Dream», «Last Friday Night (T.G.I.F.)», «California Gurls».
Кэти Перри и Бонни Макки были просто знакомыми, до тех пор пока Перри не позвонила ей и не попросила помощи в написании песни под названием «Part of Me».
По утверждению журнала Rolling Stone, Макки просидела всю ночь, сочиняя стихи.
К тому времени, когда Пэрри услышала третью строчку она закричала: «Мы купим тебе машину!».
В интервью с блогером Алексом Каземи, Макки сказала о песне: «Одной из песен, над которой я работала является „Part of Me“, я слышала, что она должна быть в бонусной версии или что-то типа того. Она прекрасна. Кэти исполняет её так эмоционально, что у меня даже мурашки по коже побежали, когда я первый раз её услышала. Это очень настоящая и чувственная песня».
30 декабря 2010 года полная демоверсия была слита в интернет.
Согласно MTV.com, как известно по слухам, песня была вырезана из финальной версии альбома Teenage Dream.
Однако поклонники предполагали, что песня может войти в переиздание пластинки, о выпуске которой в то время ещё не было подтверждений.
В 2012 году «Part of Me» официально признан первым синглом с переиздания альбома Teenage Dream.
11 февраля 2012, за день до исполнения нового сингла на церемонии вручения премии «Грэмми», финальная и полная версия была слита в интернет.
В финальную версию были добавлены новые строки стихов, а также изменена музыкальная структура песни.
13 февраля 2012 сингл был выпущен в iTunes Store в некоторых странах, после выступления Пэрри на церемонии «Грэмми».
В своем Twitter певица сообщила, что все средства, вырученные от продажи сингла на iTunes Store, будут направлены в один из её любимых благотворительных фондов MusiCares.

## Музыка и лирика
Согласно заявлению James Dinh на MTV, данс-поп и поп-рок песня была написана «выдающимся поп-умом Dr. Luke», и отметил что «поп-звезда выглядит сильной, энергичной и лишь чуть обиженной после разрыва отношений» в этой композиции.
Певица заявила, что её не сломить, после разрыва отношений, о чём она поёт в строках: «Days like this I want to drive away / Pack my bags and watch your shadow fade / You chewed me up and spit me out / Like I was poison in your mouth / You took my light, you drained me down / But that was then and this is now, now look at me».
Dinh также сравнил «Part of Me» с предыдущим синглом Перри «California Gurls», утверждая, что «размеренный ритм песни усиливается», как только начинается припев: «This is the part of me / That you’re never gonna ever take away from me / Throw your sticks and your stones / Throw your bombs and your blows / But you’re not gonna break my soul / This is the part of me that you’re never gonna ever take away from me».
Chris Ryan также на MTV, предполагал, что песня адресована бывшему парню Перри — Трэвису Маккою, в то время как журналистка New York Magazine Amanda Dobbis рассматривала её как «ещё один гимн распаду отношений».

## Музыкальное видео
16 февраля 2012 Перри начала снимать официальное музыкальное видео к синглу «Part of Me».
Съёмки проходят на военной базе морской пехоты США Кэмп-Пендлтон, Ошенсайд (Калифорния). 21 марта 2012 официальное музыкальное видео к синглу было выложено на YouTube официальным каналом KatyPerryVEVO.

## Живое исполнение
Кэти Перри впервые исполнила «Part of Me» 12 февраля 2012 года на 54-й церемонии вручения «Грэмми».
Выступление началось с исполнения песни «E.T.», когда на сцене погас свет, песня оборвалась.
Затем Перри в комбинезоне с золотыми вставками спустилась на сцену в прозрачном кубе. После того как он был разбит началось исполнение «Part of Me».

## Список композиций
- Цифровая дистрибуция:[12]

1. «Part of Me» — 3:35

- Цифровая дистрибуция (remix):[13]

1. «Part of Me» (Jacques Lu Cont’s Thin White Duke Mix) — 6:02

- Part of Me (remix) — EP:[14]

1. «Part of Me» — 3:35
2. «Part of Me» (Jacques Cont’s Thin White Duke Mix) — 6:02
3. «Part of Me» (Jacques Cont’s Thin White Duke Radio Edit) — 3:47
4. «Part of Me» (Instrumental) — 3:35

## Чарты и сертификации
| Чарты (2012)                               | Чарты (2012)   |
| Чарт                                       | Высшая позиция |
| ------------------------------------------ | -------------- |
| Австралия (ARIA)                           | 5              |
| Австрия (Ö3 Austria Top 40)                | 18             |
| Бельгия/Фландрия (Ultratip Bubbling Under) | 18             |
| Бельгия/Валлония (Ultratip Bubbling Under) | 28             |
| Billboard Hot 100                          | 1              |
| Канада (Billboard Canadian Hot 100)        | 1              |
| Airplay Radio Chart                        | 2              |
| Чехия (Rádio — Top 100)                    | 11             |
| Франция (SNEP)                             | 13             |
| Германия (GfK)                             | 20             |
| Венгрия (Rádiós Top 40)                    | 6              |
| Ирландия (IRMA)                            | 5              |
| Япония (Billboard Japan Hot 100)           | 22             |
| Billboard Mexico Airplay                   | 25             |
| Нидерланды (Dutch Top 40)                  | 27             |
| Новая Зеландия (Recorded Music NZ)         | 1              |
| Шотландия (OCC Scotland)                   | 1              |
| Словакия (Rádio — Top 100)                 | 11             |
| Испания (PROMUSICAE)                       | 48             |
| Швейцария (Schweizer Hitparade)            | 33             |
| Великобритания (OCC UK Singles)            | 1              |
| США (Billboard Hot 100)                    | 1              |
| США (Billboard Pop Airplay)                | 3              |
| США (Billboard Adult Pop Airplay)          | 4              |
| США (Billboard Adult Contemporary)         | 20             |
| США (Billboard Dance Club Songs)           | 1              |
| Pop Rock General                           | 1              |

| Сертификации | Сертификации  |
| Страна       | Статус        |
| ------------ | ------------- |
| ARIA         | 2× Платиновый |
| FIMI         | Золотой       |
| RIANZ        | Платиновый    |
| BPI          | Серебряный    |
| RIAA         | 2× Платиновый |

## Хронология релиза
| Страна | Дата            | Формат                  |
| ------ | --------------- | ----------------------- |
| Мир    | 13 февраля 2012 | Цифровая дистрибуция    |
| Мир    | 13 февраля 2012 | Радиоротация            |
| США    | 21 февраля 2012 | Радио Top 40/Mainstream |